# San José (Caldas)
San José es un municipio colombiano perteneciente al departamento de Caldas. Este es conocido como "El Mirador de Caldas" o "El Sol de los Venados".

## Historia
San José en un principio se fundó en una vereda llamada San Gerardo, pero por falta de nacimientos de agua, los fundadores la trasladaron al sitio que hoy ocupa con cuatro casas inicialmente en terrenos donados por José de los Santos Hernández y Gregorio Ocampo Santos en el año de 1902.

En el año de 1954 durante mandato del General Sierra Ochoa se le dio el carácter de corregimiento especial mediante ordenanza, desde entonces y hasta el año de 1989 el corregimiento era dirigido por un corregidor y una junta de fomento. Luego de 1989 los destinos del corregimiento eran dirigidos por un corregidor nombrado por el alcalde de una terna enviada por la junta administradora local, mediante decreto, sus colaboradores eran un tesorero y un secretario empleados de libre nombramiento y remoción, el municipio de San José fue creado recientemente a través de la ordenanza Número 233 de la asamblea Departamental de Caldas y sancionada por el gobernador el 17 de diciembre de 1997, segregado del municipio de Risaralda (Caldas).

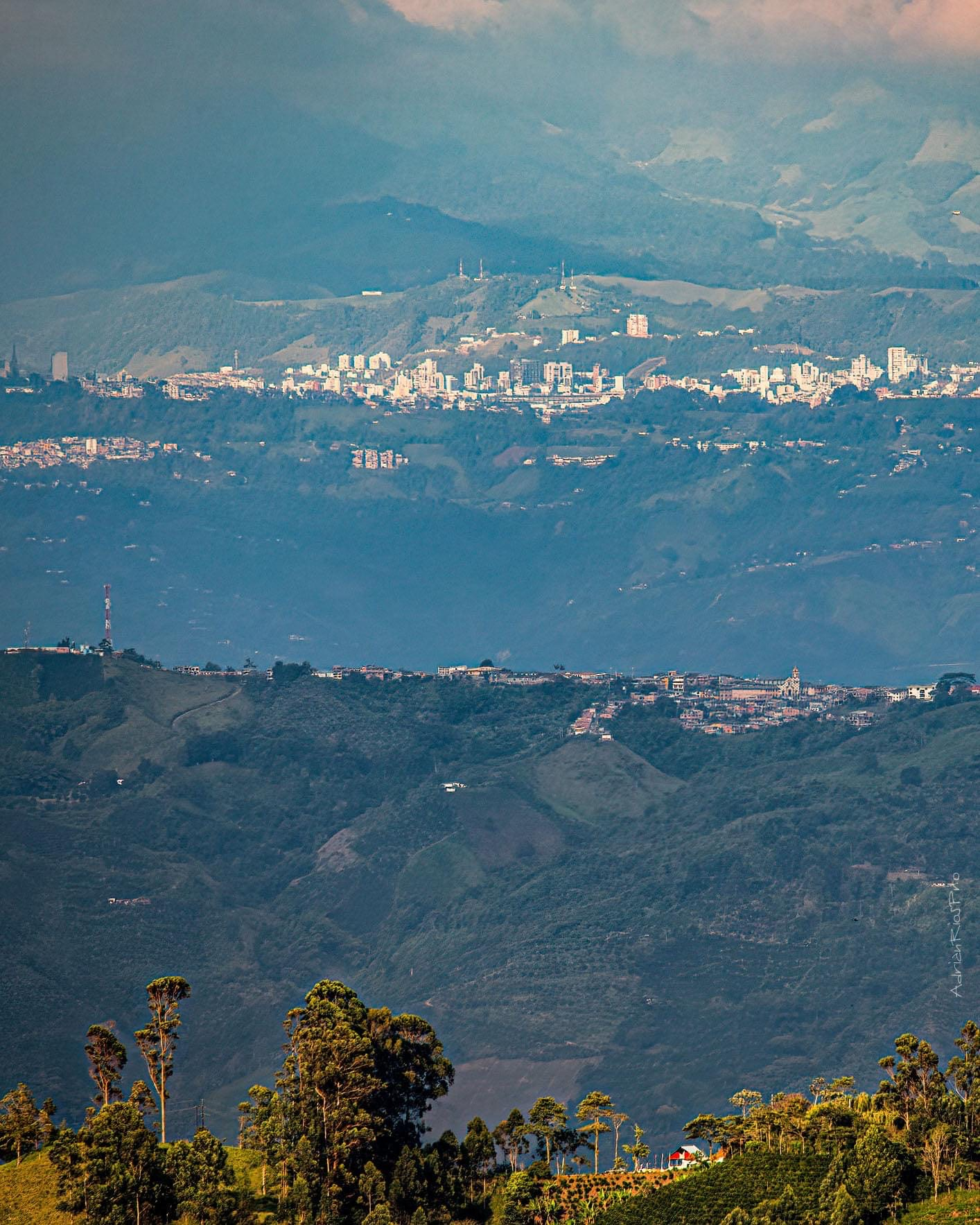
San José y Manizales

## Aspectos especiales

### Ubicación Geografía
El Municipio de San José Caldas se encuentra localizado al sur occidente del departamento de Caldas, sobre la serranía de Belalcázar, cruzado por la cordillera occidental entre los valles del Risaralda por el occidente y el cañón del Cauca por el oriente. Su cabecera Municipal se encuentra en las coordenadas 5°10′ de latitud norte y 75°40′ de longitud oeste, se encuentra a 14 km de Belalcázar, 17 km de Viterbo, 13,6 km de Risaralda, 24 km de Arauca (corregimiento de Palestina), 28 km de Anserma, 35 km de La Virginia, 34,8 km de Belén de Umbría, 65,4 km de Manizales, 67 km de Pereira, 117 km de Armenia, 237 km de Cali, 221 km de Medellín y 375 km de Bogotá. 
Limita al norte con el municipio de Risaralda, al sur con Belalcázar, al oriente con Risaralda y al occidente, con el municipio de Viterbo. Su temperatura promedio es de 19° centígrados y su cabecera municipal se encuentra a 1.710 m s. n. m.

### Hidrografía
El Municipio de San José, Caldas, cuenta con cuatro micro cuencas que son: La Habana, Changüí, La paz y El Guamo; cada una de ellas cuenta con un gran potencial de recursos hídricos, que prestan un gran beneficio para las comunidades establecidas allí, aunque últimamente en algunas de estas micro cuencas se viene presentando una gran disminución en su fluido de agua, las razones pueden deberse a varios factores como son: El fenómeno del niño, y el deterioro de las mismas por el mal uso y manejo que se ha hecho de ellas (deforestación y la falta de delimitación con la línea amarilla.
De igual manera las quebradas, Barcelona, El Guamo, Changüí, La Ángela, La Habana, La Hermosa, La Mina y las microcuencas de Buenavista surten el acueducto municipal.

### Geología
La característica geológica de los suelos generó una morfología quebrada de origen denudacional, parcialmente atenuada por una cobertura de ceniza volcánica en el área urbana de la cabecera.
La fisiografía municipal predominante es de montaña, con vertientes de climas húmedos, de relieve quebrado y escarpado, seguido de colinas de clima cálido húmedo, con relieve ligeramente ondulado a escarpado y valles en terrazas de clima cálido húmedo, transicional a seco, con relieve plano a ligeramente ondulado.

### Fauna y Flora
El Municipio conserva especies de fauna y flora nativas de la región como: Aves, pequeños mamíferos, reptiles y mariposas; Árboles como el Yarumo Blanco, el Manzanillo, el Nogal, el Cedro, el Laurel, el Magnolio, el Carbonero, el Piñón y varias especies de heliconias.
Se encuentran dos zonas de vida vegetal, con vegetación boscosa que ha desaparecido paulatinamente, dando paso a la diversidad de cultivos como: Café, pastos y pan coger; a estas zonas de vida vegetal, pertenecen la totalidad de sus veredas, destacándose: Pinares, La Primavera, Morro Azul, Los Caimos, Morelia y parte baja de Altomira.

### Límites municipales
| Noroeste: Viterbo | Norte: Risaralda | Noreste: Risaralda         |
| Oeste: Viterbo    |                  | Este: Risaralda Belalcázar |
| Suroeste Viterbo  | Sur: Belalcázar  | Sureste: Belalcázar        |

## División territorial
La Cabecera municipal se encuentra dividida en los siguientes barrios:

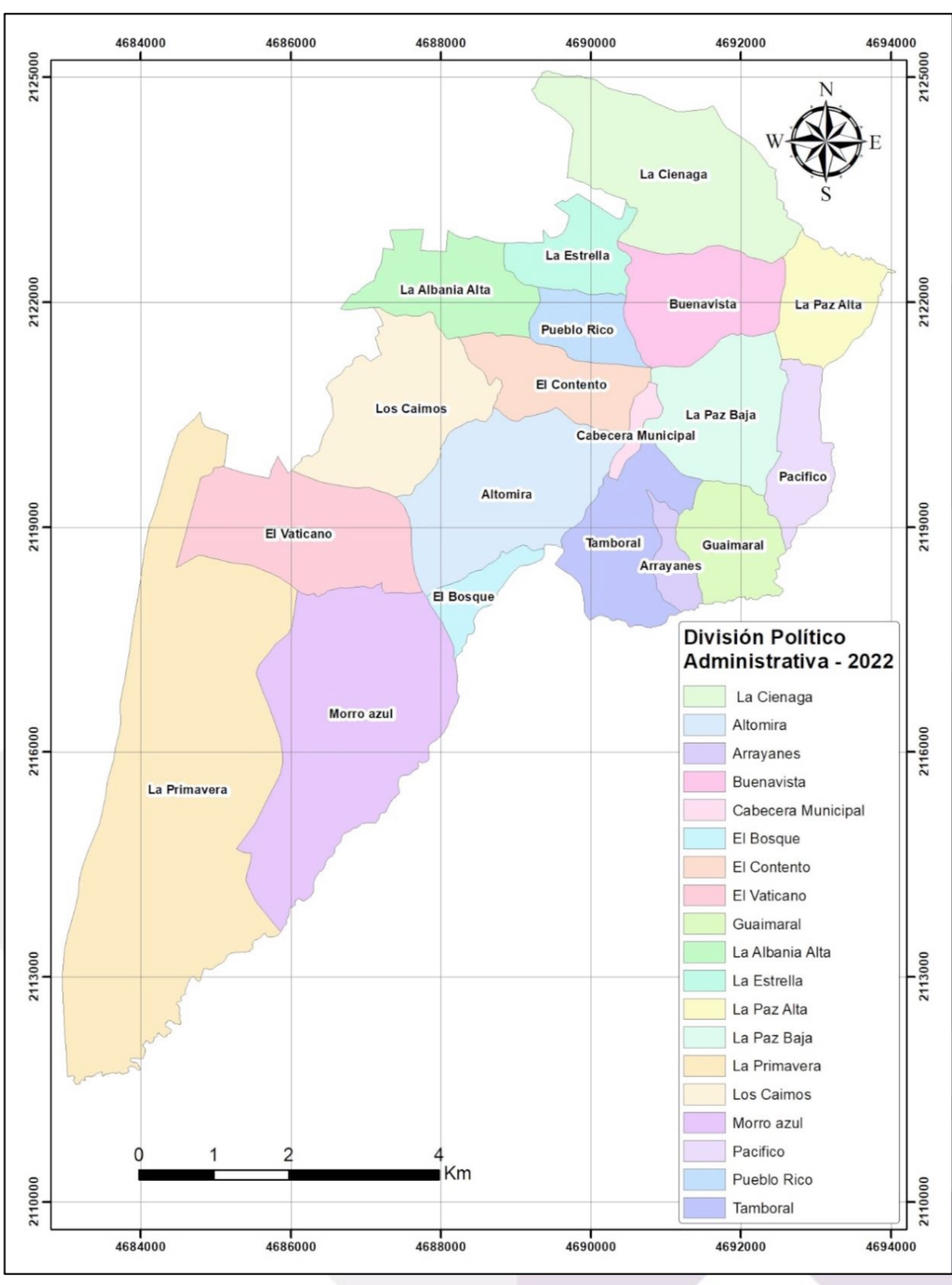
Mapa Político San José

| - Centro - El Carmen - El Portal | - La Cruz - La Esperanza - La Ronda | - La Unión - La «U» - San Jorge |

### Centros poblados
San José tiene bajo su jurisdicción los centros poblados:
- Condominios  Valles de Acapulco y los Seis y Punto.
- Primavera Alta

#### Veredas
El municipio tiene constituidos las siguientes veredas:
| - La Estrella - La Ciénaga - Buenavista - Pueblo Rico - La Paz - El Contento | - Los Caímos - El Vaticano - Altomira - Guaimaral - El Pacífico - Arrayanes | - Tamboral - El Bosque - La Primavera - Morro Azul - La Morelia |

#### Comunidades Indígenas
- Resguardo Indígena La Albania - Vereda la Morelia
- Asentamiento Dachidrúa - Vereda la Ciénaga

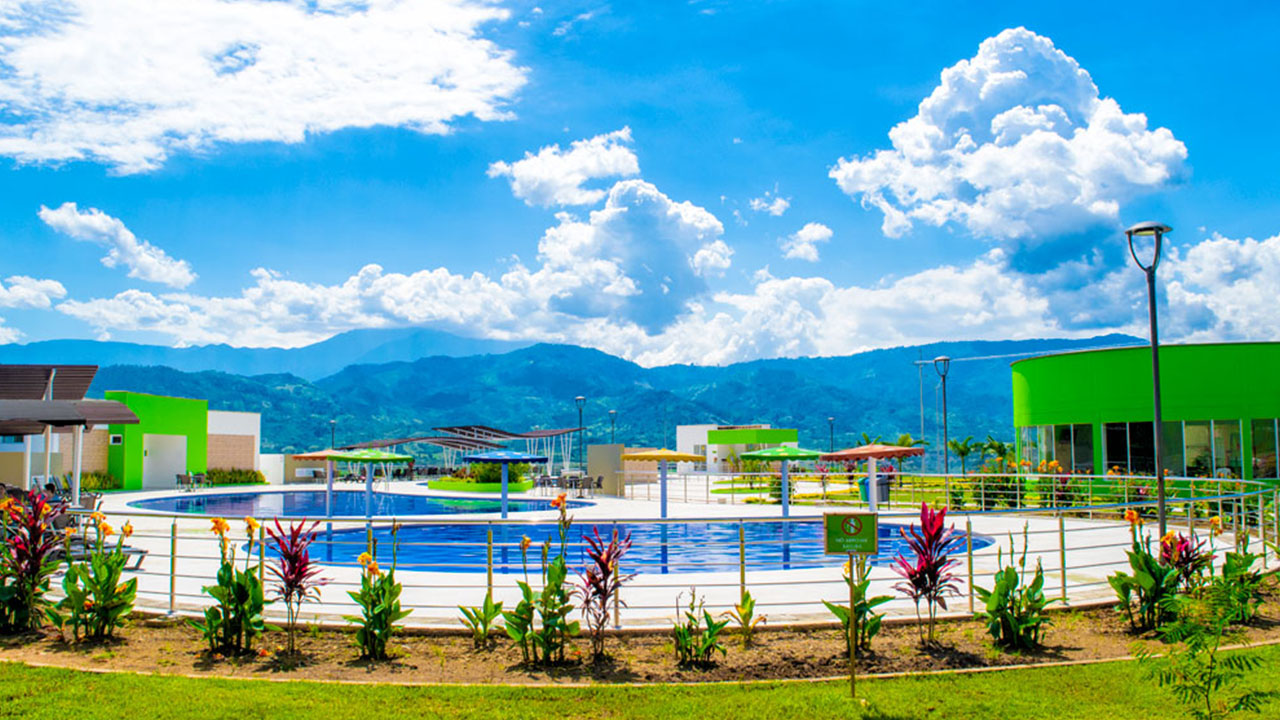
Poblado Campestre Brisamar Condominio

## Sitios de interés turísticos

### Mirador del alto de la Cruz
Este sitio, se caracteriza por estar localizado en la parte más alta del municipio, lo cual lo convierte en un mirador especial. Construido en el año 1901, se encuentra ubicado a las afueras del municipio vía la vereda Altomira. Es un lugar de encuentro familiar.  

Desde allí se admira la majestuosidad de valle del Risaralda.  Se puede apreciar el cerro del Tatamá y el cañón del río cauca, la represa la esmeralda, los nevados del Ruiz, Santa Isabel y del Tolima, Se divisan los municipios de Caldas, Risaralda y Valle del Cauca, así: Anserma Nuevo, Cartago, La Virginia, El Águila, Anserma, Palestina, Manizales, Belalcázar y los corregimientos de Samaria del municipio de Filadelfia (Caldas) y Taparcal del municipio de Belén de Umbría (Risaralda). Respectivamente se ha realizado la construcción de infraestructura para presentar una mayor acogida por parte de los turistas, el ingreso al sitio es libre y es visitado a gran medida los sábados y los domingos.

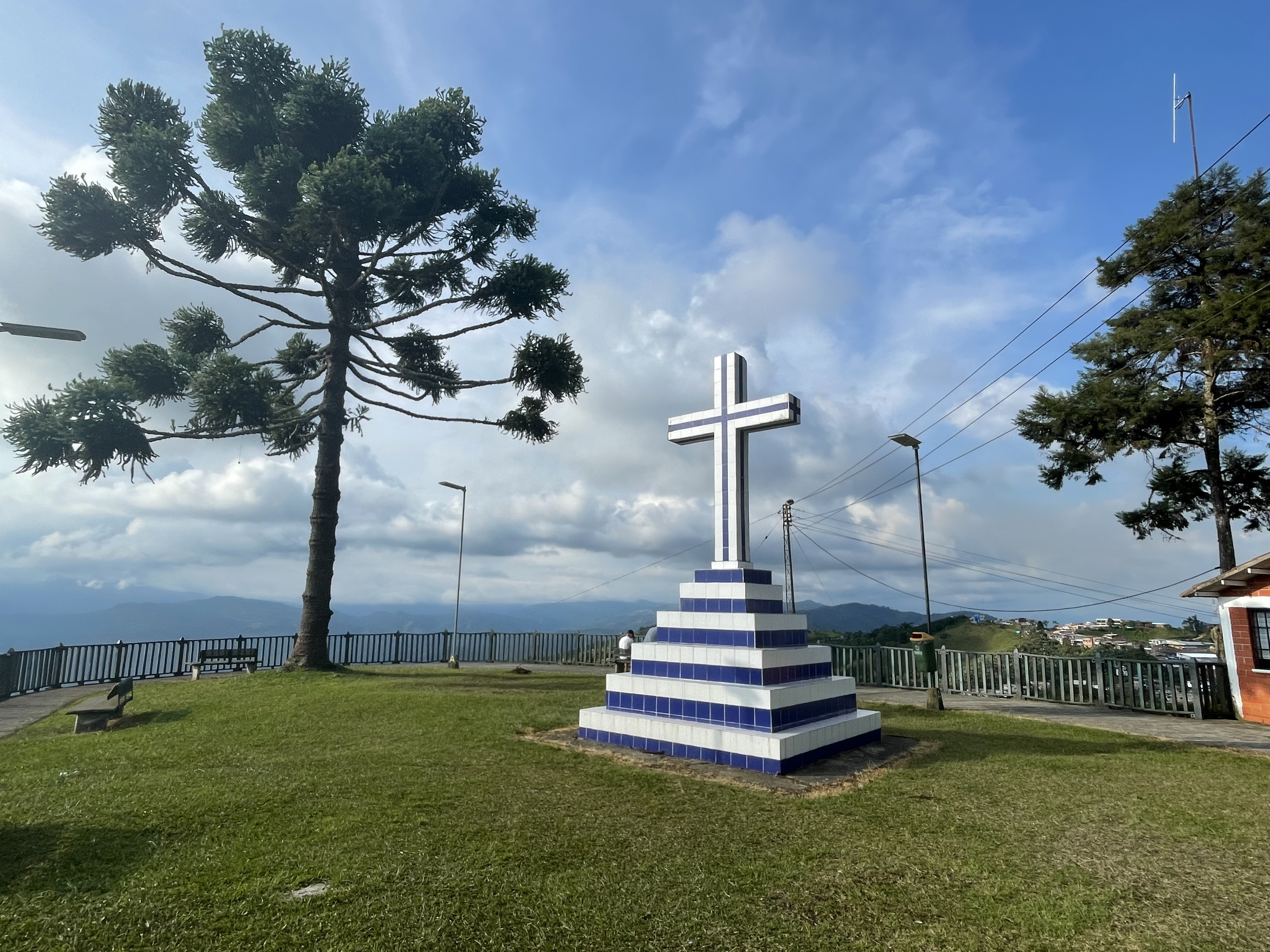
Mirador del Alto de la Cruz

### Mirador Serranía los Santos
Ubicado a solo 1 km del casco urbano de San José, con acceso pavimentado hasta el parqueadero, cuenta con Miradores 360, senderos, posa fotos, hamacas, camping, baños, duchas, wifi, cafetería, bebidas calientes y frías, puff, fogata, maya catamarán y la Pista de Parapente El Salto del Santo, la cual se ha posicionado para la práctica del parapentismo en el departamento de Caldas, el cual está ubicado en la vereda Altomira sector del Guamo. Un lugar mágico para la aventura y la familia.

### Parque Principal

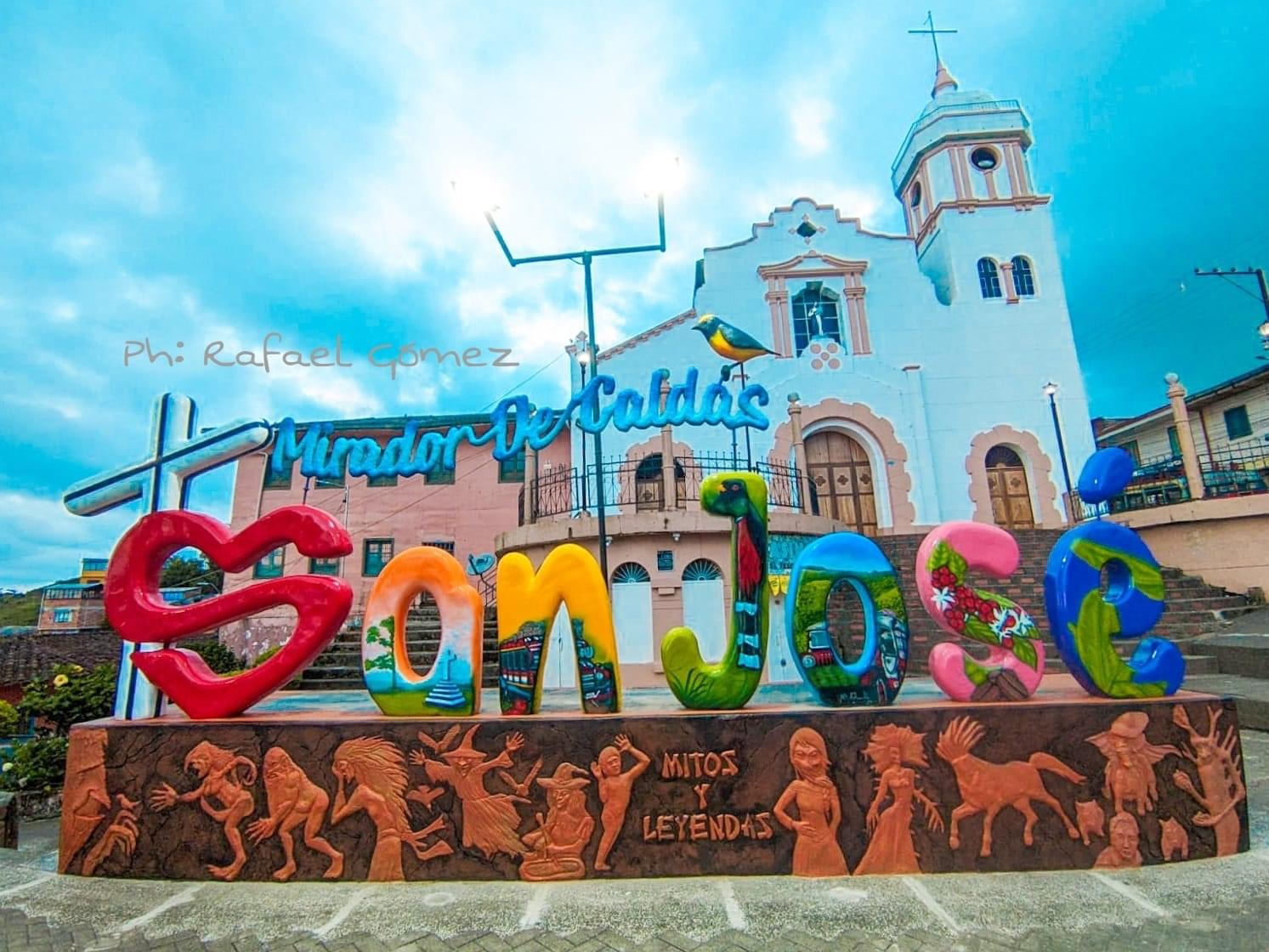
Letrero San José Mirador de Caldas

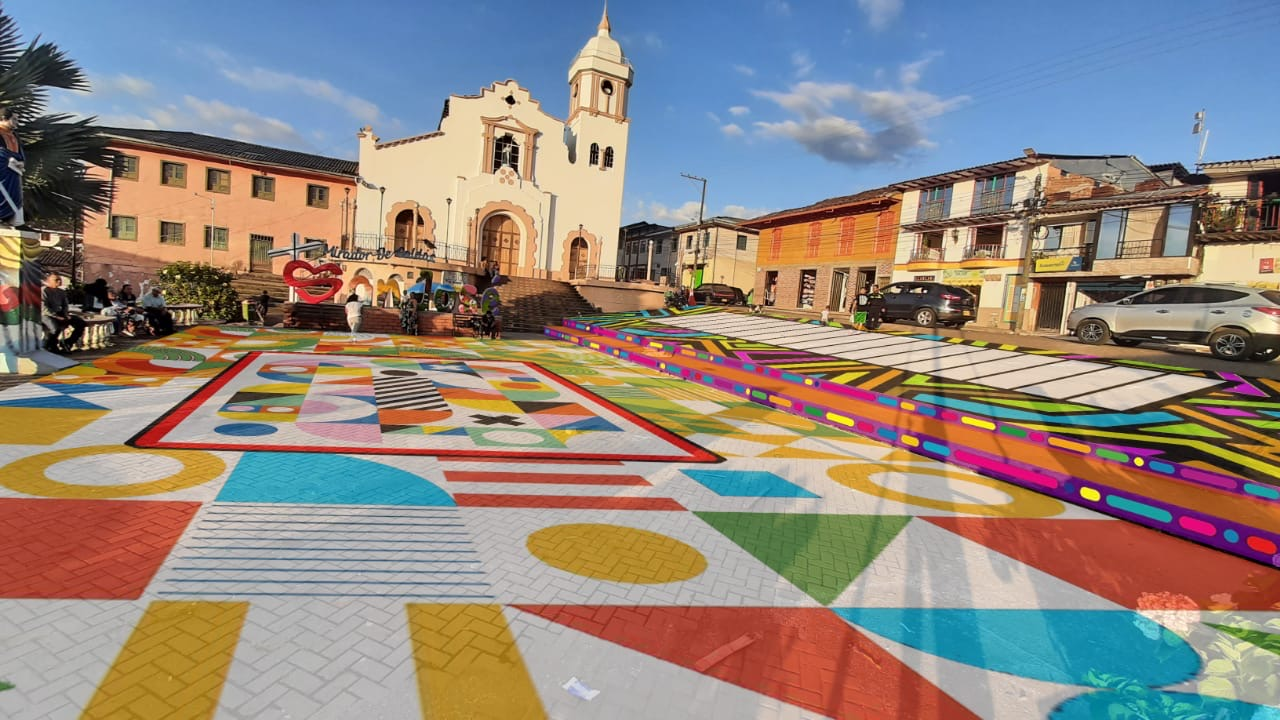
Parque Principal

Ubicado en el centro del municipio, cuenta con el monumento de Simón Bolívar, junto con el letrero gigante de San José, Mirador de Caldas, donde se hace alusión a la riqueza paisajística, la cultura cafetera, al alto de la Cruz y al ave emblema del municipio, que es la eufonía saturada. En la base del letrero, hay una escultura que representa los mitos y leyendas del municipio. Además, en el parque encontrará el monumento del agua, que hace referencia a la primera motobomba que tuvo el municipio para surtir de agua, y el monumento del duende.

### Arquitectónico
- Templo Nuestra Señora del Carmen
- Biblioteca Municipal Octavio Hernandez JimenezCasa Cural, San José

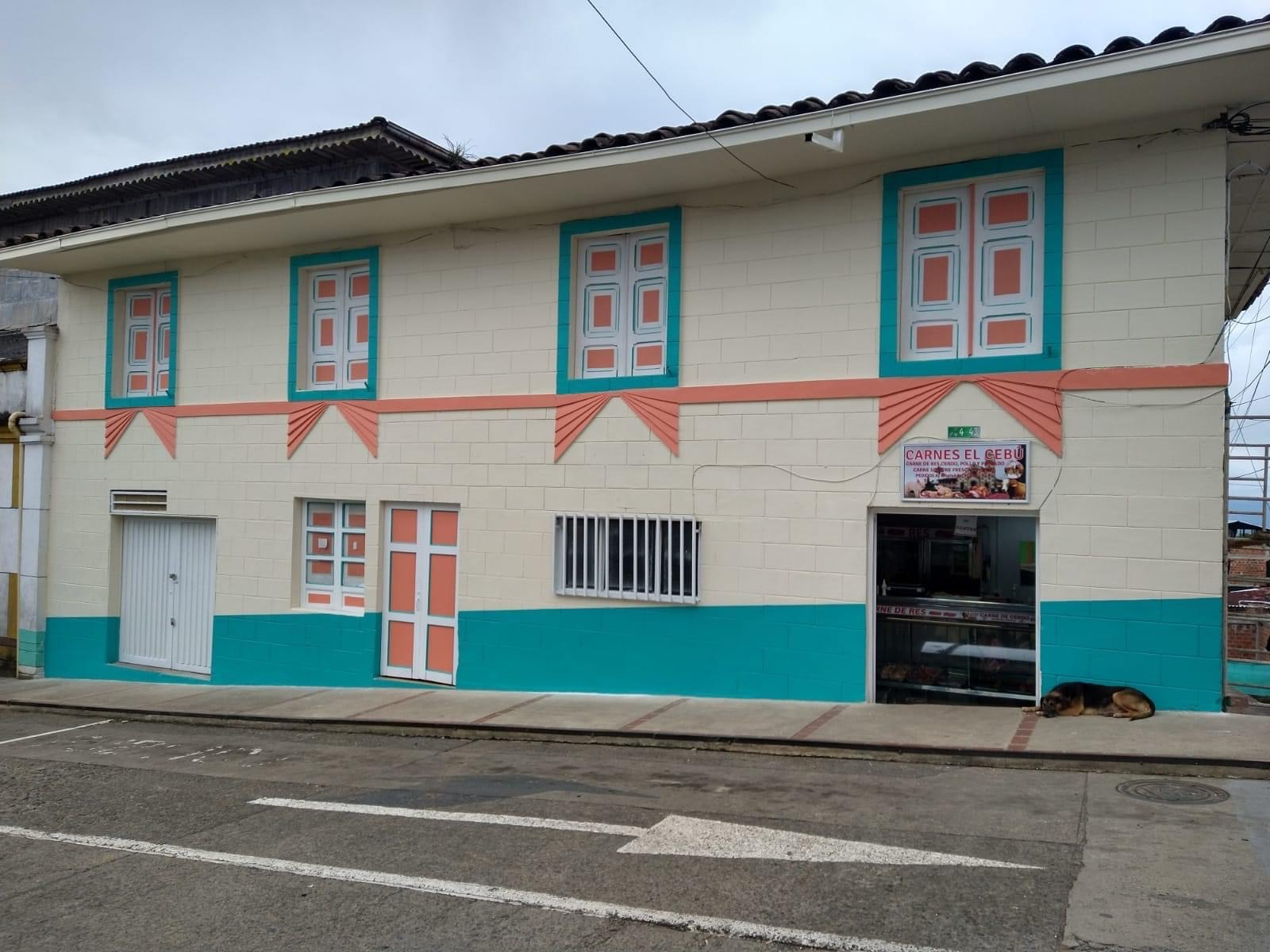
Casa Cural, San José

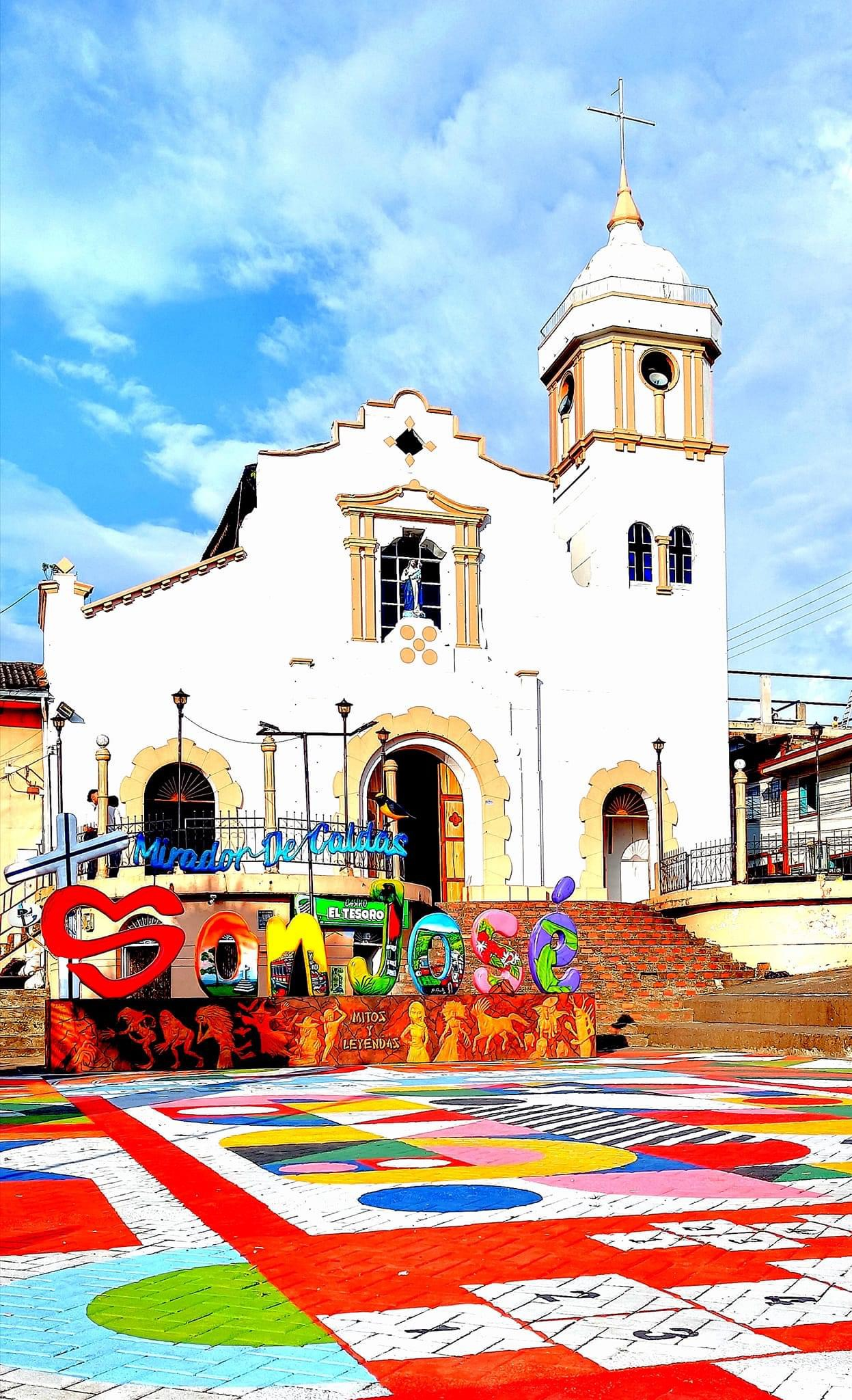
Iglesia Nuestra Señora del Carmen de San José (Caldas)

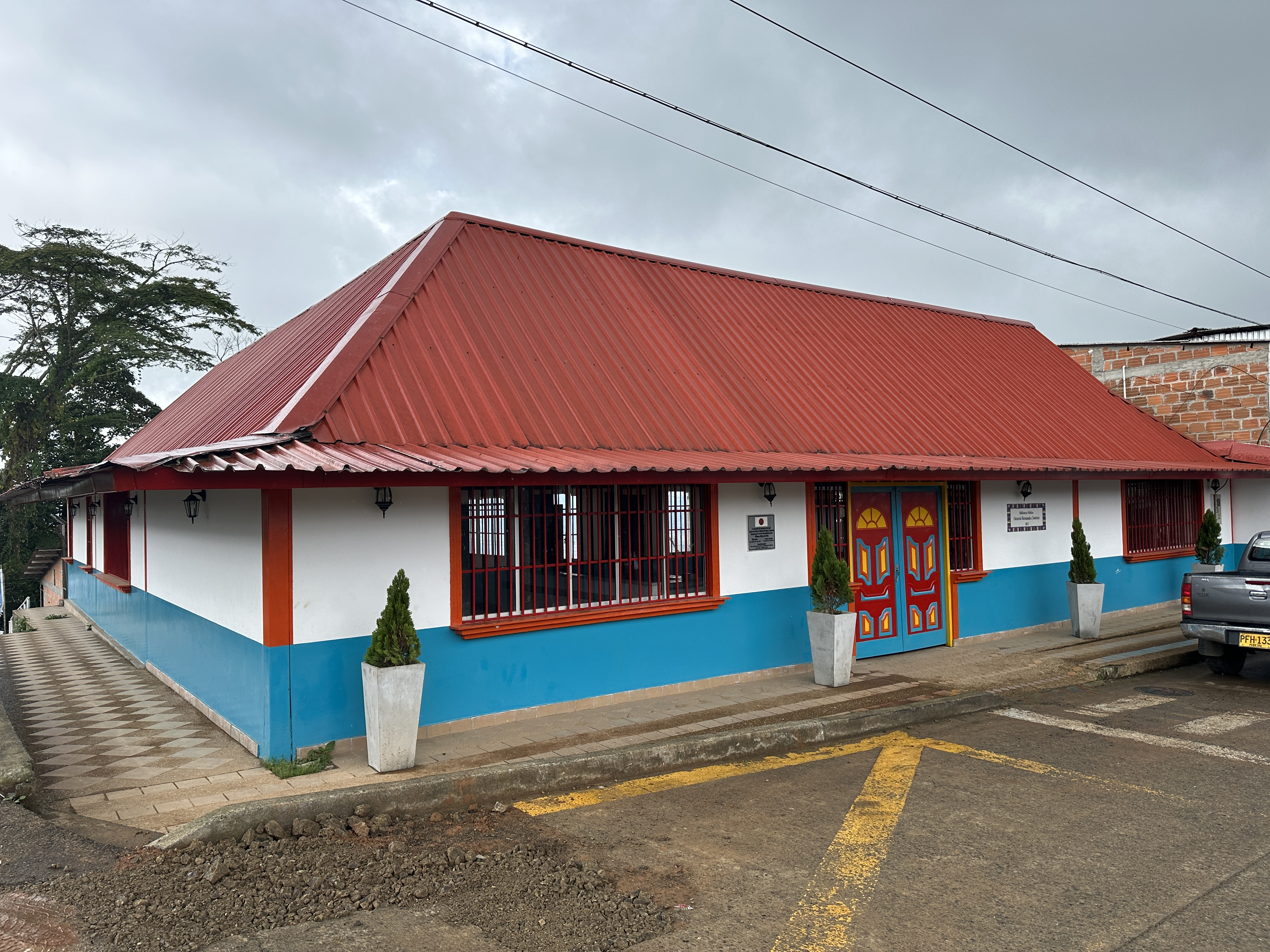
Biblioteca Octavio Hernadez Jimenez

### Lugares de Avistamiento y observación
- Monte de los López o de la Paz: Ubicado en la vereda La Paz, con una extensión de 5 hectáreas y una altura de 1.500 m s. n. m., tiene una extensión aproximada de 5 hectáreas y una temperatura aproximada de 15 °C. Ha sido destinado  por sus propietarios como Reserva Forestal, donde se encuentran especies de fauna y flora nativas como: Aves,  pequeños mamíferos, reptiles, mariposas y árboles, como el yarumo blanco, manzanillo, nogal, cedro, laurel, palmas,  helechos, magnolio, carbonero, piñón y gran variedad de heliconias.
- Monte Buenavista: El monte Buenavista, está ubicado en la vertiente occidental del río Cauca, en la vereda Buenavista. Con una extensión de 2 hectáreas, una temperatura de 14 °C y una altura de 1600 m s. n. m. Este monte posee una  exuberante vegetación y gran variedad de flora y fauna, representada en pájaros carpinteros, toches, turpiales, loros,  azulejos y tórtolas.
- Monte Contento Changuí: Es un monte de extraordinaria belleza natural, cubierto por árboles, arbustos y plantas silvestres. Su extensión, es de 3 hectáreas, una altura de 1.550 m.s.n.m, y una temperatura de 14 °C. Posee gran  variedad de aves como: Tórtolas, loros, búhos y tucanes; además, cuenta con especies de reptiles, anfibios, iguanas,  ratones de agua y ardillas; esta fauna encuentra refugio y alimento, en el monte, razón por la cual debe ser protegido.

## Festividades
- Fiesta de Reyes Mago (6 de enero)
- Fiesta del Campesino (Junio)

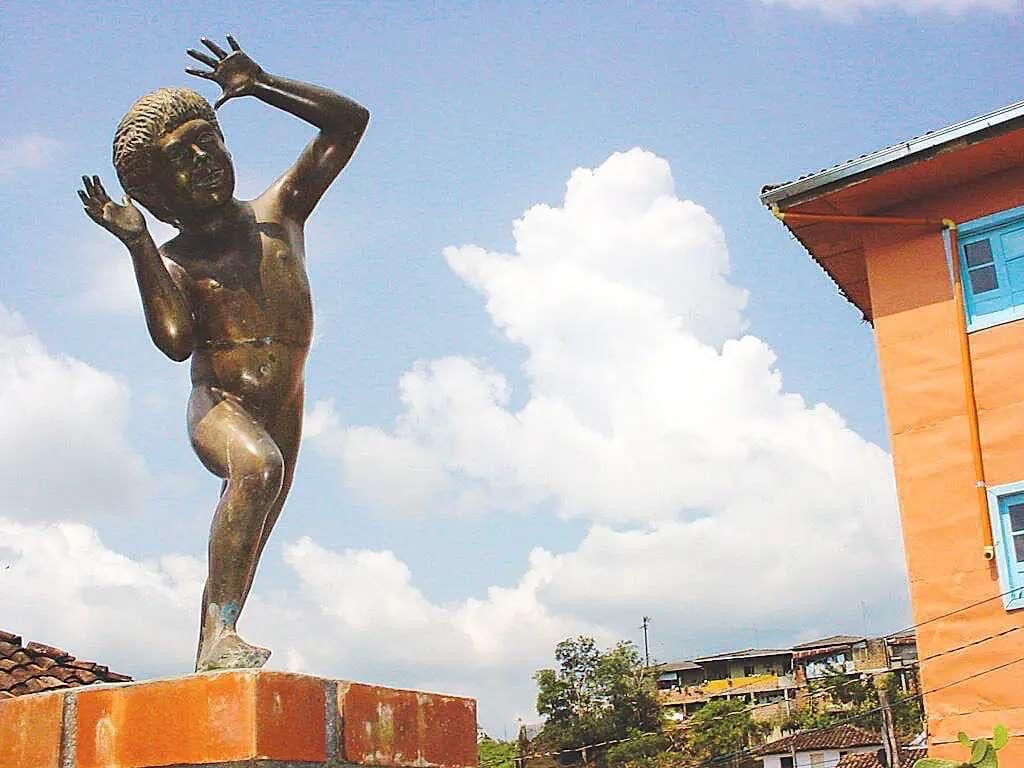
Duende Ecológico

- Fiestas de la Virgen del Carmen (del 7 al 16 de julio)
- Fiesta de Mitos y Leyendas (Octubre)

## La Marca Territorio "San José Mirador de Caldas"
Es una iniciativa promovida por el alcalde Cristian Camilo Alzate Castañeda durante su mandato (2020-2023), con el objetivo de crear una identidad diferenciadora para el municipio de San José, Caldas. El 27 de octubre de 2020, se presentó esta marca a la comunidad a través de redes sociales, buscando no solo generar identidad local, sino también fortalecer el turismo, resaltar la belleza paisajística del municipio y posicionarlo a nivel regional, nacional e internacional.
La propuesta de la marca "Mirador de Caldas" se enfocó en resaltar la impresionante panorámica que ofrece el municipio de San José. Esta vista única abarca varios municipios del departamento de Caldas, como Anserma, Viterbo, Belalcázar, Manizales y Palestina, además de lugares como los condominios de La Rochela y Santágueda, y el corregimiento de Samaria de Filadelfia. También es posible apreciar municipios del departamento de Risaralda, como La Virginia, Balboa, el corregimiento de Tarpacal de Belén de Umbría y Cerritos de Pereira, así como municipios del Valle del Cauca, entre ellos Cartago, Anserma Nuevo y El Águila.
La majestuosidad de los nevados del Ruiz, Santa Isabel, Cisne y Tolima complementa este paisaje. Los miradores estratégicamente ubicados permiten también observar el cañón del río Cauca, el embalse San Francisco, el valle del Risaralda y el icónico cerro Tatamá, ofreciendo una experiencia visual inigualable para los visitantes.
Uno de los elementos visuales que refuerza esta marca es un letrero gigante en el parque principal de San José, que invita tanto a residentes como visitantes a capturar recuerdos junto a la marca territorio, promoviendo la identidad del municipio como un lugar de belleza escénica y vistas espectaculares.
La marca "San José Mirador de Caldas" no solo tiene como propósito resaltar los paisajes, sino también fortalecer el turismo local. Esta estrategia busca atraer la atención de turistas nacionales e internacionales, posicionando a San José como un destino inolvidable para aquellos que buscan experiencias auténticas en medio de la naturaleza.
En 2024, esta iniciativa fue adoptada por el concejo del período 2024-2027, aprobándose formalmente ese mismo año. Esto refleja la continuidad y el compromiso de la administración y la comunidad para consolidar a San José como un referente turístico, basado en su riqueza natural y su potencial como mirador de la región.
La marca es, en esencia, una propuesta estratégica que combina identidad local, promoción turística y reconocimiento del patrimonio natural de San José, buscando convertir al municipio en un destino altamente atractivo para quienes desean vivir experiencias visuales únicas

## Símbolos

### Escudo
Esta elaborado en forma de corazón. Al fondo tiene la bandera y sobre ella se ve una colina donde predomina una cruz que simboliza el espíritu religioso de los moradores; en la parte baja aparece un canasto, dos ramas entrelazadas de cafeto y dos herramientas agrícolas (un machete y un azadón) que representan la principal riqueza de la región. Encima trae como lema «Trabajo y Progreso» que encierra los ideales de las gentes trabajadoras, honradas y altruistas.

### Bandera
Consta de tres franjas horizontales, verde niño, blanco y azul claro; con igual dimensión, el verde niño simboliza la agricultura que es la base de la economía; el blanco simboliza la paz que reina en el municipio luego de una gran violencia que azotó la región; y el azul representa la altura del municipio o cercanía al firmamento. 

### Himno
| Coro ¡San José qué bella es nuestra tierra! sembrada en laderas de esperanza, como reliquia de nuestra raza con su aroma besa nuestras doncellas. | I ¡Qué fresca agricultura! Y tus encantos se asoman en tus alturas y paisajes sembrando paz y amor en nuestros campos construyendo a diario los ideales. | II En tu bosque, en tu estrella, en primavera, Ronda virtuosa el alma de arriero, En paz, y en el verde de tu sendero, Flamean tus hijos como bandera. | III Tus gentes son muy emprendedoras Como afanosas son las pasiones ¡San José! de almas dominadoras que enmarcas de amor los corazones. Letra: Francisco Javier Lotero Música: Silverio José Londoño |

## Estructura organizacional municipal
| San José     | San José    | San José                   |
| Departamento | Código DANE | Categoría municipal (2023) |
| ------------ | ----------- | -------------------------- |
| Caldas       | 17665       | Sexta                      |

- Personería: Es un centro del Ministerio Público de Colombia que ejerce, vigila y hace control sobre la gestión de las alcaldías y entes descentralizados; velan por la promoción y protección de los derechos humanos; vigilan el debido proceso, la conservación del medio ambiente, el patrimonio público y la prestación eficiente de los servicios públicos, garantizando a la ciudadanía la defensa de sus derechos e intereses.

- Concejo Municipal: Es la suprema autoridad política del municipio. En materia administrativa sus atribuciones son de carácter normativo. También le corresponde vigilar y hacer control político a la administración municipal. Se regulan por los reglamentos internos de la corporación en el marco de la Constitución Política Colombiana (artículo 313) y las leyes, en especial la Ley 136 de 1994 y la Ley 1551 de 2012.

Constituido por 9 concejales por un periodo de 4 años.
- Alcaldía Municipal: En esta se encuentra la administración municipal y las entidades descentralizadas del municipio.

| Secretarías de Despacho                           |
| ------------------------------------------------- |
| Secretaría de Planeación y Obras Públicas         |
| Secretaría de Desarrollo Social y de Gobierno     |
| Secretaría de Agricultura y Desarrollo Sostenible |
| Secretaría de Hacienda                            |

El Alcalde se pronuncia mediante decretos y se desempeña como representante legal, judicial y extrajudicial del municipio. El actual Alcalde municipal es Jorge Henao Castaño (2024-2027), elegido por voto popular.

## Servicios públicos
- Energía Eléctrica: Central Hidroeléctrica de Caldas (CHEC), del grupo EPM, es la empresa prestadora del servicio de energía eléctrica.
- Gas Natural: Efigas es la empresa distribuidora y comercializadora de gas natural en el municipio.